# Ермолица
Ермолица — деревня в Тотемском районе Вологодской области.
Входит в состав Толшменского сельского поселения, с точки зрения административно-территориального деления — в Верхнетолшменский сельсовет.
Расстояние до районного центра Тотьмы по автодороге — 100 км, до центра муниципального образования села Никольское по прямой — 16 км. Ближайшие населённые пункты — Нефедьево, Село, Юренино.
По переписи 2002 года население — 14 человек.